# Daniel Pierce Thompson

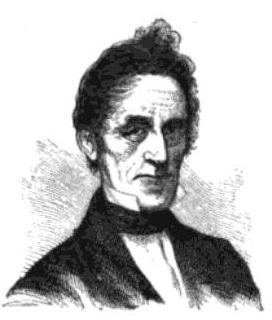
Daniel Pierce Thompson

Daniel Pierce Thompson (* 1. Oktober 1795 in Charlestown, Massachusetts; † 6. Juni 1868 in Montpelier, Vermont) war ein US-amerikanischer Anwalt und Schriftsteller, der von 1853 bis 1855 Secretary of State von Vermont war. Zudem war er in Neuengland einer der bedeutendsten Romanciers für Amerikanische Literatur vor Nathaniel Hawthorne.

## Leben
Daniel P. Thompson wurde in Charlestown, Massachusetts geboren. Er zog im Jahr 1800 mit seiner Familie nach Vermont. Thompson wuchs in Berlin, Vermont auf und machte seinen Abschluss am Middlebury College im Jahr 1820. Danach studierte er Rechtswissenschaften und eröffnete in Montpelier, Vermont eine Anwaltspraxis.
Thompson arbeitete von 1825 bis 1830 für das Nachlassgericht des Washington Countys. Er war aktiv in der Liberty Party und der Abolitionismus-Bewegung. Von 1849 bis 1856 brachte er den Green Mountain Freeman, eine Zeitung, die sich gegen die Sklaverei richtete heraus.
Von 1837 bis 1842 war er Richter am Nachlassgericht des Washington Countys und stellte im Jahr 1835 die Laws of Vermont zusammen. Im Jahr 1838 gründete er die Vermont Historical Society.
Als Clerk des Washington Countys war er von 1844 bis 1846 tätig. Das Amt des Vermont Secretary of State übte er von 1853 bis 1855 aus.
Bei der Gründung der Republikanischen Partei im Jahr 1854 trat er dieser bei.
Daniel P. Thompson heiratete Eunice Robinson im Jahr 1831. Das Paar hatte fünf Kinder. Einer ihrer Nachkommen war der Richter am Obersten Gerichtshof der Vereinigten Staaten William O. Douglas.
Thompson starb in Montpelier am 6. Juni 1868. Sein Grab befindet sich auf dem Green Mount Cemetery in Montpelier.

## Werk
Beeinflusst durch James Fenimore Cooper und Walter Scott, schrieb er historische Abenteuerromane, Kurzgeschichten, romantische Novellen und historische Abhandlungen, viele seiner Arbeiten spiegelten das Leben in Vermont. Sein bekanntestes Buch The Green Mointain Boys (1839) wurde mehr als 50 Mal neu aufgelegt.
Er war in den 1840er und 1850er Jahren der berühmteste Romanschriftsteller New Englands. Seine Arbeit war verantwortlich für die Bekanntheit und Beliebtheit der Geschichte von Ethan Allen und seinen Green Mountain Boys im öffentlichen Bewusstsein. Er besaß die Fähigkeit, Abenteuerromane mit hohem Tempo und hoher Spannung zu erzählen, dies macht seine Novellen populär bis ins 20. Jahrhundert. Viele seiner Bücher werden noch heute gedruckt.
Im Jahr 1835 erschien sein Buch May Martin; Or The Money Diggers: A Green Mountain Tale. Dieses Buch begründete mit seinem Erfolg die Popularität Thompsons, es handelt zur Zeit der Unabhängigkeitskriege und der Gründung der Vermont Republic.
Einige seiner Schriften persiflieren die Anti-Asonic-Bewegung.
Romane
- May Martin; Or The Money Diggers: A Green Mountain Tale (1835)
- The Adventures of Timothy Peacock (1835)
- The Green Mountain Boys (1840)
- Locke Amsden, or the Schoolmaster (1845)
- The Shaker Lovers, and Other Tales (1848)
- Lucy Hosmer, or the Guardian and the Ghost (1849)
- The Rangers, or the Tory's Daughter (1850)
- The Tales of the Green Mountains (1852)
- Gaut Gurley, a Tale of the Umbagog (1857)
- The Doomed Chief, or King Philip (1860)
- Centeola (1864)

Weiteres
- History of the Town of Montpelier (1859)